# Ga Đông Anh
Ga Đông Anh là một nhà ga xe lửa tại xã Thư Lâm, thành phố Hà Nội.